# Sansanding
 (octobre 2012).
Si vous disposez d'ouvrages ou d'articles de référence ou si vous connaissez des sites web de qualité traitant du thème abordé ici, merci de compléter l'article en donnant les références utiles à sa vérifiabilité et en les liant à la section « Notes et références ».
Sansanding est une commune du Mali, dans le cercle et la région de Ségou.
La ville de Sansanding, à 50 km de la ville de Ségou, est située sur la rive gauche du fleuve Niger. La ville est traversée par une route nationale qui mène à Macina. La commune de Sansanding compte 17 villages.

## Histoire

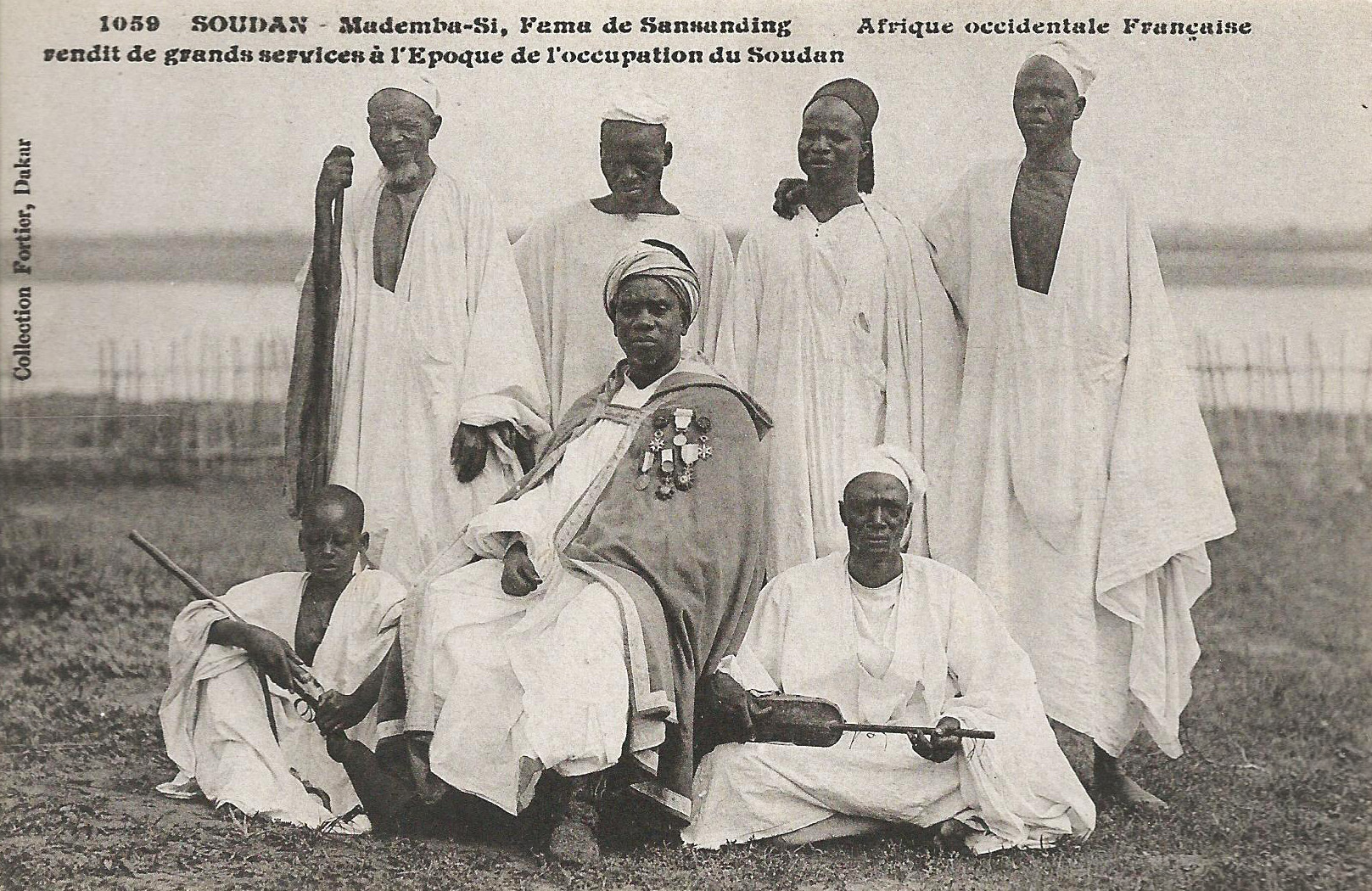
Mademba-Si, Fama de Sansanding.

De son premier nom Sizani, c'est-à-dire la petite clôture. Le village a été fondé vers 1220 par Alpha Mahamoud Kouma, le territoire de Sizani aurait été acheté (avec l’aide des Cissé) au Fama de Sibila (un village à 20 km environ de Sansanding). À l’époque on l’appelait Mangoni, puis Sinzani qui, avec l’arrivée des Français, a donné naissance à Sansanding.
Quelques figures historiques ont marqué la vie de Sansanding, notamment Mineta Cissé et son hôte Moulaye Labass Haïdara. Cette dernière, de par sa générosité et son intelligence, aurait sauvé le village des mains du guerrier Sidi Baba Coulibaly. Les deux personnages sont considérés comme des saints. Ils reposent aujourd’hui dans un endroit bien gardé. On retient également le nom de Malamine de Sansanding, celui qui se serait illustré lors d’une cérémonie à Nyamina.
Plus récemment, Fama Mademba Seye Sy ou Sizani Fama a régné sur le village pendant la période coloniale.
C'est à partir de cette commune que le fama de la commune (père d'Abd el Kader Mademba Seye, lieutenant de Blaise Diagne) et ce dernier font la préparation politique pour le recrutement massif des tirailleurs sénégalais. Après l'indépendance, ce fut le règne de Massa Sidibé qui était un ami très proche du premier président du Mali, Modibo Kéïta.

## Personnalités
- Mademba Seye (1842-1918)
- Tidiani Kone (1926-2001)

## Économie
Les activités économiques dans la commune de Sansanding sont essentiellement basées sur l'agriculture, l’élevage et la pêche.

## Éducation
L'école fondamentale de Sansanding a été créée en 1913 avec comme premier directeur Ben Daouda Sy, l'un des fils de Fama Mandé Ba Sy. Un second cycle a été ouvert en 1991 et le lycée en 2020.